# Nora Aubone de de la Torre
Nora Aubone de de la Torre (San Juan (Argentina); 18 de marzo de 1925 – 2 de julio de 2020) fue una escritora argentina y esposa de Antonio de la Torre (1904–1976), que también fue escritor.

## Trayectoria
Sus obras incluyeron
- "Seis mujeres en la lírica sanjuanina" (1995)[2]
- "Azúcar y miel"  (1997)
- "Resplandor de otoño" (1997)
- "La mujer y su nuevo desafío" (2001)[3]
- Sonoridad en el valle selección de prosa del Ateneo Cruz del Sur[4]
- "Palabras al pie de la montaña : selección poética" (2002)[5]
- "Pedestal de vida : homenaje a Antonia Moncho de Trincado" (2009) ISBN 978-987-02-4041-9[6]
- "Mi voz en el ocaso" (2014)